# 2019년 11월 스페인 총선거
2019년 11월 스페인 총선거(스페인어: Elecciones generales de España de noviembre de 2019 엘레시온네스 헤네랄레스 데 에스파냐 노비엠브레 데 2019[*])는 2019년 11월 10일 치러진 스페인의 하원을 선출하기 위한 총선거이다. 스페인에서는 2019년 4월 28일에 총선거가 실시되었으나, 어떤 정당도 과반을 넘지 못했고 또 어떤 정당도 연정에 성공하지 못해 11월 다시 총선거가 치러지게 되었다. 이 선거에서는 총 6개의 전국정당과 수많은 지역정당들이 참여하였다. 투표율은 66.2%로 1975년 민주화 이래 최저치를 기록했다.
선거 결과 보수 정당 중에서는 국민당과 Vox의 빠른 성장이 돋보인 한편 이들에게 표를 빼앗긴 시민당은 47석이나 되는 의석을 잃었다. 한편 사회노동당과 포데모스 연합은 모두 득표율이 조금 줄어들었으나 3개 보수 정당의 연합보다는 많은 의석을 얻었다. 이에 따라 결과적으로 사회노동당과 포데모스 연합이 정치적 갈등을 제쳐두고 정부 구성 협상에 성공하여 페드로 산체스 총리가 집권을 계속하게 되었다. 이는 스페인 민주화 이후 최초의 연정이다.

## 참여 정당
| 정당 및 동맹 | 정당 및 동맹           | 대표 | 대표                       | 스펙트럼            | 이념                                                | 의석수    |
| ------------ | ---------------------- | ---- | -------------------------- | ------------------- | --------------------------------------------------- | --------- |
|              | 사회노동당 (PSOE)      |      | 페드로 산체스              | 중도좌파            | 사회민주주의 연방주의 유럽통합주의                  | 123 / 350 |
|              | 국민당 (PP)            |      | 파블로 카사도              | 중도우파 ~ 우익     | 보수주의 자유보수주의 기독교민주주의 유럽통합주의   | 66 / 350  |
|              | 시우다다노스 (C's)     |      | 알베르트 리베라            | 중도주의 ~ 중도우파 | 자유주의 대중주의 유럽통합주의 자유지상주의         | 57 / 350  |
|              | 우니도스 포데모스 (UP) |      | 파블로 이글레시아스 투리온 | 좌익 ~ 극좌         | 민주사회주의 좌익대중주의 직접민주주의 대안세계화   | 42 / 350  |
|              | Vox (Vox)              |      | 산티아고 아바스칼          | 우익 ~ 극우         | 우익대중주의 민족보수주의 사회보수주의 유럽회의주의 | 24 / 350  |
|              | 마스 파이스 (MP)       |      | 이니고 에레혼              | 좌익                | 사회주의 좌익대중주의 여성주의 참여민주주의         | 0 / 350   |